# The Show (álbum)
The Show é o terceiro álbum de estúdio do cantor e compositor irlandês Niall Horan, lançado em 9 de junho de 2023, através das gravadoras Capitol Records e Neon Haze.

## Antecedentes
Niall Horan lançou seu segundo álbum de estúdio, Heartbreak Weather, em março de 2020. Na parada Billboard 200, o álbum estreou em quarto lugar, tornando-se o segundo álbum de Horan no top 5 dos Estados Unidos. O álbum também estreou no número um nas paradas de álbuns da Irlanda e Reino Unido, marcando o primeiro álbum número um de Horan como artista solo em terras britânicas.

## Lançamento e promoção
Horan anunciou o lançamento de The Show em 15 de fevereiro de 2023. O álbum foi lançado em 9 de junho de 2023. A edição padrão foi lançada em Cassete, CD, download digital, streaming e vinil.

### Singles
"Heaven" foi lançada como o primeiro single de The Show em 17 de fevereiro de 2023. Uma semana mais tarde, foi enviada para estações de rádios pop e hot AC dos Estados Unidos. Foi comercializada em CD single e vinil. Seu vídeo musical correspondente, dirigido por Dylan Knight, foi lançado em 24 de fevereiro de 2023. Comercialmente, a faixa entrou nas paradas de vários países, como Austrália, Canadá, Estados Unidos e Nova Zelândia. Na Irlanda, "Heaven" estreou na 4.ª posição na Irish Singles Chart, o maior single de Horan no país desde "Slow Hands" de 2017. No Reino Unido, estreou na 18.ª posição na UK Singles Chart, atingindo a 16.ª posição uma semana depois.
Em 13 de abril de 2023, Horan anunciou que "Meltdown" seria lançada como o segundo single do álbum. A faixa foi lançada em 28 de abril. Na Irlanda, a canção estreou na 15.ª posição. No Reino Unido, estreou na 62.ª posição.

### Turnê

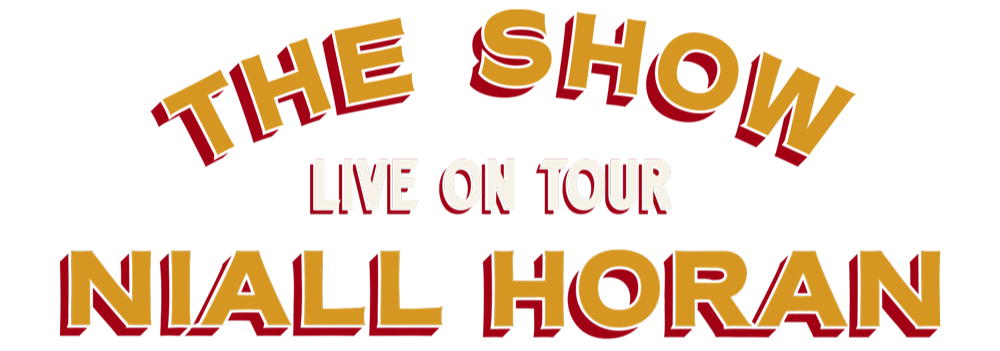
Logo em divulgação a turnê.

The Show: Live on Tour é a turnê em promoção ao álbum. A turnê foi oficialmente anunciada em 22 de maio de 2023 e percorrerá pela Europa, Oceania e América do Norte. Está prevista para começar em 20 de fevereiro de 2024 na SSE Arena em Belfast na Irlanda do Norte e terminará em 31 de julho de 2024 no Talking Stick Resort Amphitheatre em Phoenix, Arizona nos Estados Unidos.

#### Datas
| Data                       | Cidade           | País             | Local                                           | Público          | Receita          |
| Etapa 1 – Europe           | Etapa 1 – Europe | Etapa 1 – Europe | Etapa 1 – Europe                                | Etapa 1 – Europe | Etapa 1 – Europe |
| -------------------------- | ---------------- | ---------------- | ----------------------------------------------- | ---------------- | ---------------- |
| 20 de fevereiro de 2024    | Belfast          | Irlanda do Norte | SSE Arena                                       |                  |                  |
| 21 de fevereiro de 2024    | Belfast          | Irlanda do Norte | SSE Arena                                       |                  |                  |
| 23 de fevereiro de 2024    | Dublin           | Irlanda          | 3Arena                                          |                  |                  |
| 24 de fevereiro de 2024    | Dublin           | Irlanda          | 3Arena                                          |                  |                  |
| 25 de fevereiro de 2024    | Dublin           | Irlanda          | 3Arena                                          |                  |                  |
| 27 de fevereiro de 2024    | Birmingham       | Inglaterra       | Resorts World Arena                             |                  |                  |
| 1 de março de 2024         | Londres          | Inglaterra       | OVO Arena Wembley                               |                  |                  |
| 4 de março de 2024         | Cardiff          | País de Gales    | Cardiff International Arena                     |                  |                  |
| 5 de março de 2024         | Manchester       | Inglaterra       | AO Arena                                        |                  |                  |
| 7 de março de 2024         | Antuérpia        | Bélgica          | Sportpaleis                                     |                  |                  |
| 8 de março de 2024         | Paris            | França           | Zénith Paris                                    |                  |                  |
| 11 de março de 2024        | Berlim           | Alemanha         | Mercedes-Benz Arena                             |                  |                  |
| 12 de março de 2024        | Copenhaga        | Dinamarca        | Royal Arena                                     |                  |                  |
| 15 de março de 2024        | Estocolmo        | Suécia           | Hovet                                           |                  |                  |
| 18 de março de 2024        | Łódź             | Polónia          | Atlas Arena                                     |                  |                  |
| 20 de março de 2024        | Munique          | Alemanha         | Olympiahalle                                    |                  |                  |
| 21 de março de 2024        | Milão            | Itália           | Mediolanum Forum                                |                  |                  |
| 23 de março de 2024        | Madrid           | Espanha          | WiZink Center                                   |                  |                  |
| 26 de março de 2024        | Düsseldorf       | Alemanha         | PSD Bank Dome                                   |                  |                  |
| 27 de março de 2024        | Amesterdão       | Países Baixos    | Ziggo Dome                                      |                  |                  |
| 28 de março de 2024        | Amesterdão       | Países Baixos    | Ziggo Dome                                      |                  |                  |
| Etapa 2 – Oceania          |                  |                  |                                                 |                  |                  |
| 26 de abril de 2024        | Auckland         | Nova Zelândia    | Spark Arena                                     |                  |                  |
| 28 de abril de 2024        | Brisbane         | Austrália        | Brisbane Entertainment Centre                   |                  |                  |
| 1 de maio de 2024          | Sydney           | Austrália        | Quodos Bank Arena                               |                  |                  |
| 3 de maio de 2024          | Melbourne        | Austrália        | Rod Laver Arena                                 |                  |                  |
| 4 de maio de 2024          | Melbourne        | Austrália        | Rod Laver Arena                                 |                  |                  |
| Etapa 3 – América do Norte |                  |                  |                                                 |                  |                  |
| 29 de maio de 2024         | Fort Lauderdale  | Estados Unidos   | Hard Rock Live                                  |                  |                  |
| 31 de maio de 2024         | Tampa            | Estados Unidos   | MidFlorida Credit Union Amphitheatre            |                  |                  |
| 3 de junho de 2024         | Nashville        | Estados Unidos   | Bridgestone Arena                               |                  |                  |
| 7 de junho de 2024         | Raleigh          | Estados Unidos   | Coastal Credit Union Music Park At Walnut Creek |                  |                  |
| 8 de junho de 2024         | Bristow          | Estados Unidos   | Jiffy Lube Live                                 |                  |                  |
| 11 de junho de 2024        | Filadélfia       | Estados Unidos   | Mann Center for the Performing Arts             |                  |                  |
| 14 de junho de 2024        | Nova Iorque      | Estados Unidos   | Madison Square Garden                           |                  |                  |
| 15 de junho de 2024        | Mansfield        | Estados Unidos   | Xfinity Center                                  |                  |                  |
| 18 de junho de 2024        | Bridgeport       | Estados Unidos   | Hartford HealthCare Amphitheater                |                  |                  |
| 19 de junho de 2024        | Bangor           | Estados Unidos   | Maine Savings Amphitheater                      |                  |                  |
| 21 de junho de 2024        | Saratoga Springs | Estados Unidos   | Saratoga Performing Arts Center                 |                  |                  |
| 22 de junho de 2024        | Buffalo          | Estados Unidos   | Darien Lake Amphitheater                        |                  |                  |
| 25 de junho de 2024        | Cincinnati       | Estados Unidos   | Riverbend Music Center                          |                  |                  |
| 26 de junho de 2024        | Cuyahoga Falls   | Estados Unidos   | Blossom Music Center                            |                  |                  |
| 28 de junho de 2024        | Toronto          | Canadá           | Scotiabank Arena                                |                  |                  |
| Jun 29, 2024               | Toronto          | Canadá           | Scotiabank Arena                                |                  |                  |
| 7 de julho de 2024         | St. Paul         | Estados Unidos   | Xcel Energy Center                              |                  |                  |
| 9 de julho de 2024         | Tinley Park      | Estados Unidos   | Credit Union 1 Amphitheatre                     |                  |                  |
| 10 de julho de 2024        | Clarkston        | Estados Unidos   | Pine Knob Music Theatre                         |                  |                  |
| 12 de julho de 2024        | Maryland Heights | Estados Unidos   | Hollywood Casino Amphitheatre                   |                  |                  |
| 16 de julho de 2024        | Kansas City      | Estados Unidos   | Starlight Theatre                               |                  |                  |
| 17 de julho de 2024        | Rogers           | Estados Unidos   | Walmart AMP                                     |                  |                  |
| 19 de julho de 2024        | Denver           | Estados Unidos   | Ball Arena                                      |                  |                  |
| 20 de julho de 2024        | Salt Lake City   | Estados Unidos   | USANA Amphitheatre                              |                  |                  |
| 23 de julho de 2024        | Auburn           | Estados Unidos   | White River Amphitheatre                        |                  |                  |
| 24 de julho de 2024        | Ridgefield       | Estados Unidos   | RV Inn Style Resorts Amphitheater               |                  |                  |
| 26 de julho de 2024        | Mountain View    | Estados Unidos   | Shoreline Amphitheatre                          |                  |                  |
| 27 de julho de 2024        | Inglewood        | Estados Unidos   | Kia Forum                                       |                  |                  |
| 28 de julho de 2024        | Inglewood        | Estados Unidos   | Kia Forum                                       |                  |                  |
| 30 de julho de 2024        | Chula Vista      | Estados Unidos   | North Island Credit Union Amphitheatre          |                  |                  |
| 31 de julho de 2024        | Phoenix          | Estados Unidos   | Talking Stick Resort Amphitheatre               |                  |                  |

## Recepção da crítica
Roisin O'Connor, do jornal britânico The Independent, descreveu o álbum como "a apoteose do clássico som de rock de Horan, que ele tem aprimorado cuidadosamente desde sua estreia solo" e "incrivelmente coeso". Ela escreveu que o álbum mostra Horan se movendo em direção a um som de produção mais exuberante, seguindo os passos de seu ex-companheiro de banda Harry Styles. Ela também notou que as influências de Laurel Canyon se mesclam harmoniosamente com o synth-pop dos anos 80 e o rock de guitarra dos anos 2000. Escrevendo para a revista Clash, Hannah Sinclair opinou que Horan "não decepciona com seu mais recente lançamento eclético" e que o álbum "explora significados mais profundos em comparação com seu trabalho anterior, após ter tido tempo para refletir sobre a vida durante nossos diversos períodos de isolamento", concluindo que é, sem dúvida, o melhor e mais maduro álbum de [Horan] até o momento.
Rob Sheffield, da revista Rolling Stone, opinou que The Show é "cheio de baladas descontraídas inspiradas em Laurel Canyon, com um tom suave, repleto de sentimentos sobre encontrar sanidade em um momento de turbulência pessoal". Ele observou que é "comovente ouvir [Horan] se tornar tão íntimo em suas próprias músicas" e elogiou a "empatia" que ele traz para "baladas poderosas" como "Heaven". Caitlin Chatterton, da The Line of Best Fit, escreveu que "ouvir o álbum na íntegra revela que [os dois primeiros singles] se destacam consideravelmente" e que o restante do álbum "muitas vezes é prejudicado pela previsibilidade", apesar de não ser "de forma alguma um disco ruim".

## Lista de faixas
| The Show — Edição padrão |                           |                                                                                          |                   |         |  |
| N.º                      | Título                    | Compositor(es)                                                                           | Produtor(es)      | Duração |  |
| 1.                       | "Heaven"                  | Niall Horan Joel Little John Ryan Tobias Jesso Jr.                                       | J. Little J. Ryan | 3:06    |  |
| 2.                       | "If You Leave Me"         | Niall Horan, Caroline Ailin, Joel Little, John Ryan, Julian Bunetta & Michael Sabath     |                   | 2:59    |  |
| 3.                       | "Meltdown"                | Niall Horan, Amy Allen, Joel Little & John Ryan                                          |                   | 2:33    |  |
| 4.                       | "Never Grow Up"           | Niall Horan, John Ryan, Julian Bunetta & Shane McAnally                                  |                   | 3:29    |  |
| 5.                       | "The Show"                | Niall Horan, Jamie Scott, Dan Bryer & Mike Needle                                        |                   | 3:11    |  |
| 6.                       | "You Could Start a Cult"  | Niall Horan, John Ryan, Julian Bunetta, Joel Little, Ruel Vincent Van Dijk & Mark Landon |                   | 3:20    |  |
| 7.                       | "Save My Life"            | Niall Horan, John Ryan & Amy Allen                                                       |                   | 2:57    |  |
| 8.                       | "On a Night Like Tonight" | Niall Horan, John Ryan & Jacob Kasher Hindlin                                            |                   | 3:08    |  |
| 9.                       | "Science"                 | Niall Horan, Jamie Scott, Dan Bryer & Mike Needle                                        |                   | 2:45    |  |
| 10.                      | "Must Be Love"            | Horan, Ben Kohn, James Napier, Peter Kelleher, Philip Plested & Tom Barnes               |                   | 3:10    |  |

## Histórico de lançamento
| Região | Data                  | Formato(s)                                  | Gravadora         | Ref.   |
| ------ | --------------------- | ------------------------------------------- | ----------------- | ------ |
| Várias | 9 de junho de 2023    | Cassete CD download digital streaming vinil | Capitol Neon Haze | [ 7 ]  |
| Brasil | 28 de julho de 2023   | CD                                          | Universal         | [ 32 ] |
| Brasil | 8 de setembro de 2023 | Vinil                                       | Universal         | [ 33 ] |